# Tridonorejo
Tridonorejo is een bestuurslaag in het regentschap Demak van de provincie Midden-Java, Indonesië. Tridonorejo telt 5787 inwoners (volkstelling 2010).